# 六角通

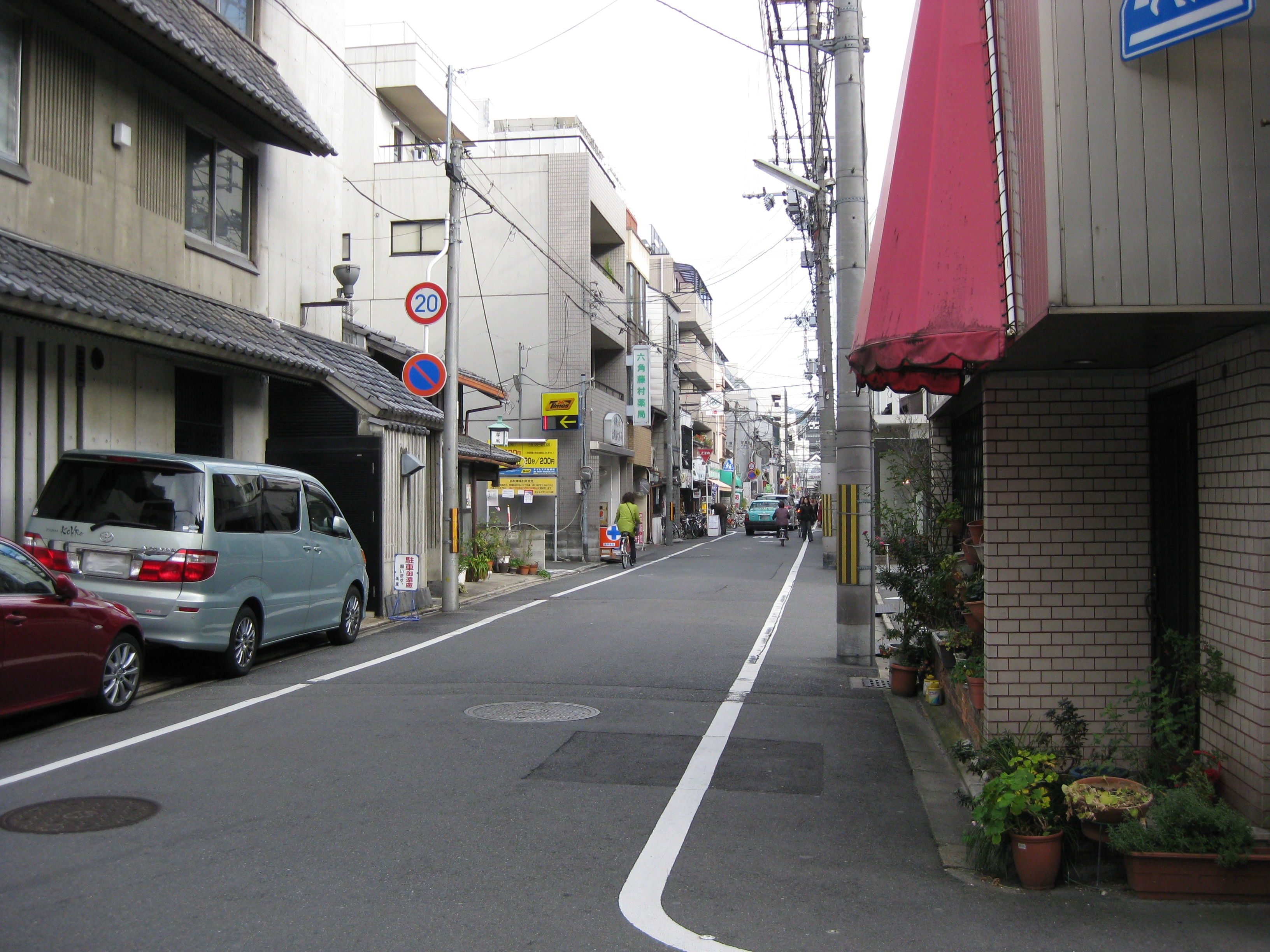
六角通(堺町通との交差点から東方向を望む)

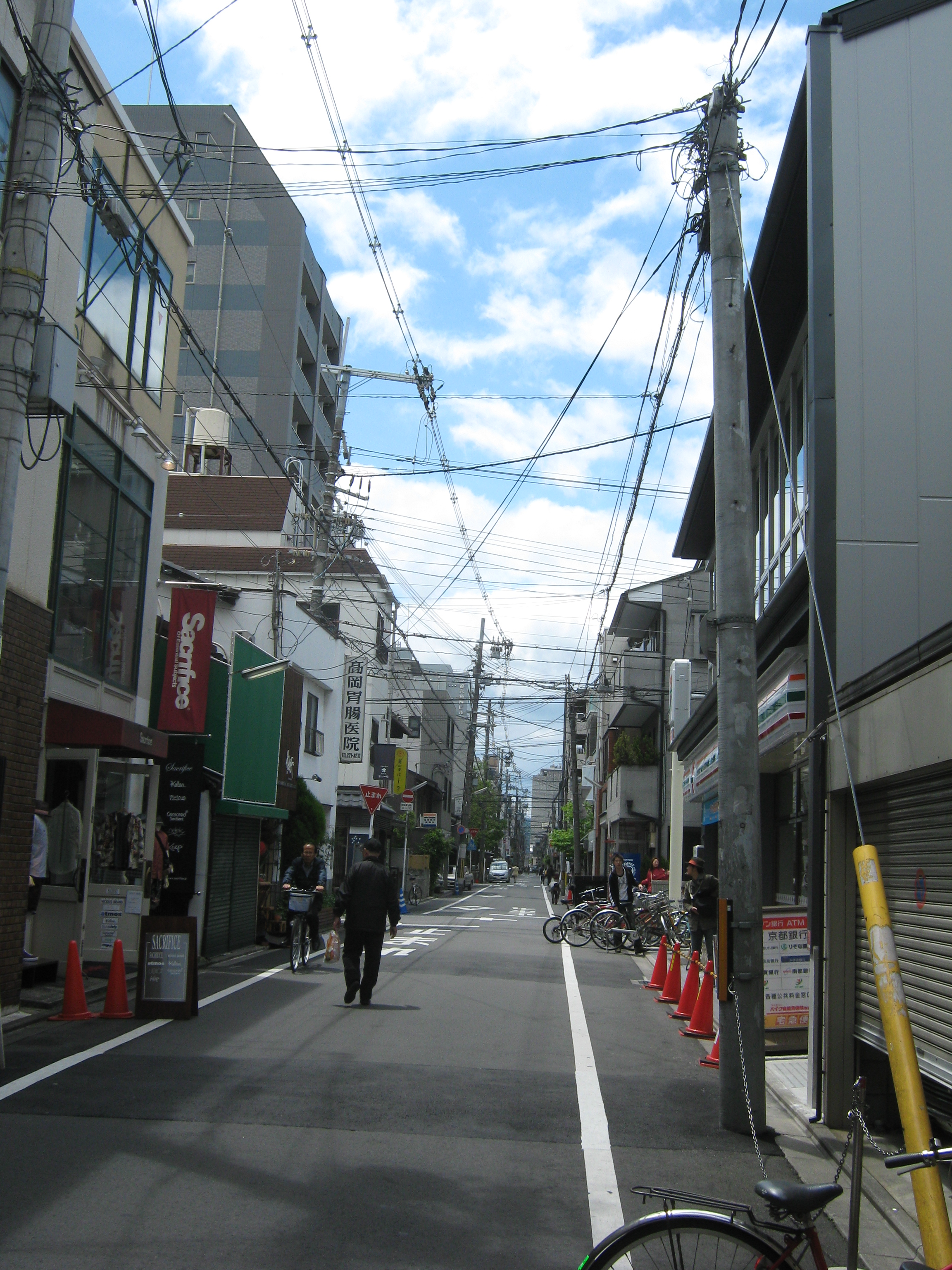
六角通

六角通（ろっかくどおり）は京都市内の東西の通りの一つ。

## 概要
東は西木屋町通から西は佐井西通西入ルまで。途中で坊城通・後院通との五叉路から朱雀中学校の北まではJR山陰本線などにより分断されている。
平安京の六角小路にあたる。
通りの名前は東洞院通と烏丸通の間にある頂法寺の六角堂に由来する。一方、頂法寺の創建は平安時代中頃との説に従えば、頂法寺が六角小路に面したお堂だったので「六角堂」と呼ばれたと考えられる。（お堂は四角形であったと考えられ、「上杉本洛中洛外図」にも四角形のお堂が描かれている。）この場合、六角小路の名の由来は不明となる。
河原町通から寺町通までが路上喫煙等禁止区域である。
なお、中断区間に当たる千本通から七本松通の間に東西に抜ける道があるが、その道の西高瀬川を渡る橋は「六角橋」という。

## 沿道の主な施設
- 誓願寺
- 頂法寺（六角堂）
- 京都新町病院